# Charles Loos
Charles Loos (* 29. Juli 1951 in Brüssel) ist ein belgischer Jazzpianist und Komponist.
Nach einer Ausbildung in Belgien ging er 1972 an die Berklee School of Music in Boston, um Jazz-Komposition und Arrangement zu studieren. Zurück in Belgien spielte er u. a. mit Toots Thielemans, Johnny Griffin, Chet Baker, Philip Catherine und Gijs Hendriks/Beaver Harris. Er gründete mit Serge Lazarevitch das „Loos-Lazarevitch International Quintet“ (mit Riccardo Del Fra, John Ruocco und Eric Ineke) und mit der Sängerin Maurane und Steve Houben „HLM“. 1997 gründete er ein Duo mit Jean-Pierre Catoul, mit dem er zwei Alben veröffentlichte. Außerdem spielt er Solo, im eigenen Trio („French Graces“ 2003 mit Bassist Bas Cooijmans und Schlagzeuger Bruno Castellucci, nach Themen französischer Chansons) und im Quartett mit dem Saxophonisten André Donni („Unknown Mallow“ 1996, „Just One of Those Things“, 2002).
1988 erhielt er den „Sax Preis“ für das beste Konzert des Jahres. 1997 erhielt er den Django d’Or (Belgien).